# Wehrmacht
Wehrmacht (z niem. „siła zbrojna”) – całość sił zbrojnych III Rzeszy z wyłączeniem Waffen-SS, utworzona 16 marca 1935 roku, ustawą o powszechnym obowiązku służby wojskowej, która stanowiła jednostronne zerwanie klauzul militarnych traktatu wersalskiego (1919).
Wehrmacht został utworzony w miejsce zawodowej Reichswehry i obejmował trzy rodzaje sił zbrojnych: Heer (wojska lądowe), Kriegsmarine (marynarka wojenna) i Luftwaffe (lotnictwo), z których każdy posiadał własny sztab generalny. Naczelnym dowódcą Wehrmachtu był Adolf Hitler. W czasie II wojny światowej Wehrmacht brał udział w zbrodniach wojennych razem z Gestapo i Waffen-SS, a Międzynarodowy Trybunał Wojskowy w Norymberdze orzekł w procesach norymberskich bezsporną winę wszystkich oskarżonych dowódców.

## Geneza
Naczelnym dowództwem Wehrmachtu było Oberkommando der Wehrmacht (OKW) utworzone na podstawie dekretu Hitlera z dnia 4 lutego 1938. Do 1938 Naczelnym Dowódcą Wehrmachtu był minister wojny feldmarszałek Werner von Blomberg, a od 27 stycznia 1938 do 30 kwietnia 1945 Adolf Hitler, przy czym jednocześnie zostało utworzone stanowisko szefa Naczelnego Dowództwa Wehrmachtu, które objął gen. Wilhelm Keitel.
Wehrmacht został rozbudowany ze 100 tys. żołnierzy do 3,92 mln w 1939, a w 1944 do 11 mln żołnierzy. Łącznie między 1939 i 1945 w jego szeregach służyło około 17 mln osób, na wszystkich frontach walki w czasie trwania II wojny światowej zginęło około 4,7 mln. Naczelne dowództwo Wehrmachtu razem ze sztabami generalnymi przygotowywało plany agresji niemieckiej przy współpracy z Gestapo i SS. Wiele z obozów jenieckich Wehrmachtu jest zaliczanych do miejsc masowej zagłady.
W 1939 w chwili wybuchu II wojny gotowych do działań było 46 dywizji piechoty, 4 dywizje zmotoryzowane, 4 lekkie i 7 pancernych.
W 1935 roku do niemieckiego kodeksu karnego wojskowego dodano nowe przestępstwo karane śmiercią: Zersetzung der Wehrkraft (dosłownie: rozkładanie siły bojowej). Jego niesprecyzowany charakter spowodował łatwość osądzania żołnierzy, w wyniku czego w latach 1940–1945 w niemieckim Wehrmachcie wykonano łącznie około 11 700 wyroków śmierci. Dla porównania w czasie I wojny światowej z wyroków niemieckich sądów polowych śmierć poniosło 48 żołnierzy własnych, a w czasie II wojny światowej w US Army orzeczono zaledwie jeden wyrok śmierci za przestępstwa wojskowe i 69 za przestępstwa cywilne (morderstwa, gwałty).
Żołnierze Wehrmachtu w czasie działań zbrojnych popełnili wiele zbrodni wojennych, m.in. podczas agresji na Polskę w roku 1939. Przez 55 dni, od 1 września do 26 października, kiedy to dowództwo Wehrmachtu sprawowało władzę wojskową na zajętych polskich terytoriach (27 października przekazano ją cywilnej administracji niemieckiej), Wehrmacht uczestniczył w 311 zbiorowych egzekucjach na polskiej ludności cywilnej i żołnierzach Wojska Polskiego. Ogółem, w okresie od 1 września do 26 października, różne siły niemieckie wykonały 764 egzekucje w których zginęło 24 tys. obywateli polskich. Żołnierze Wehrmachtu stanowili także osłonę dla tysięcy innych masowych mordów dokonywanych przez oddziały niemieckiego Selbstschutzu i bojówek volksdeutschów oraz jednostki policji i Grup Operacyjnych SD, przydzielanych jeszcze przed agresją na Polskę do każdej armii Wehrmachtu.

Emblemat Luftwaffe w latach 1935–1945
Bandera wojenna III Rzeszy (Kriegsmarine) w latach 1938–1945
Emblemat Wehrmachtu tzw. Balkenkreuz (Heer i Luftwaffe) w latach 1939–1945
Nazistowski orzeł noszony na hełmach (Heer) wzór z 1942

## Warunki i przyczyny powstania Wehrmachtu

### Nazwa
Określenie Wehrmacht (wym. niem. IPA: [ˈve:ɐ̯maxt]) w języku niemieckim oznaczało tyle co siły zbrojne, niekoniecznie niemieckie. Przed 1935 rokiem termin ten był używany w sensie ogólnym dla określenia sił zbrojnych każdego państwa. Na przykład terminem Polnische Wehrmacht określano siły zbrojne Królestwa Polskiego aktu 5 listopada, istniejące w latach 1917–1918. Termin Wehrmacht w tym pierwotnym swym znaczeniu pojawiał się również w niemieckiej terminologii prawniczej, między innymi w art. 47 Konstytucji Republiki Weimarskiej z 11 sierpnia 1919 roku, który stanowił: Der Reichspräsident hat den Oberbefehl über die gesamte Wehrmacht des Reiches, co oznacza: „Prezydent Rzeszy sprawuje naczelne dowództwo nad całymi siłami zbrojnymi Rzeszy”. W węższym znaczeniu po roku 1935 oznaczał niemieckie siły zbrojne narodowo-socjalistycznej III Rzeszy.

### Sprawy wojskowe do roku 1935
Wkrótce po zakończeniu I wojny światowej przystąpiono w Niemczech do faktycznej rozbudowy armii niemieckiej wbrew postanowieniom traktatu wersalskiego z 1919 roku. Już w 1922 Niemcy i Związek Radziecki zawarły układ w Rapallo, umożliwiający Niemcom obejście zakazu posiadania lotnictwa i broni pancernej.
W lutym 1923 roku odbyły się w Moskwie tajne rozmowy przeprowadzone przez szefa urzędu do spraw wojskowych Truppenamt generałmajora Otto Hasse na temat wojskowej współpracy niemiecko-rosyjskiej. Niemcy wspomogły rozwój radzieckiego przemysłu, a oficerowie Armii Czerwonej byli kształceni w Niemczech na oficerów sztabu generalnego. W zamian Reichswehra uzyskała możliwość zaopatrywania się w amunicję artyleryjską w Związku Radzieckim, a specjaliści lotnictwa i broni pancernej byli szkoleni na terenie ZSRR, gdzie również umożliwiono produkcję broni chemicznej.
Na podstawie porozumienia z dnia 15 kwietnia 1925 w miejscowości Lipieck w Rosji wyszkolono około 300 pilotów, którzy stanowili następnie kadrę lotnictwa myśliwskiego. W pobliżu miejscowości Kazań od 1930 szkolono specjalistów broni pancernej, jednak tylko około 30. W okolicach Saratowa prowadzono prace rozwojowe nad gazami bojowymi.
Niemieccy i sowieccy specjaliści zbrojeniowi opracowywali wspólnie i w porozumieniu nowe prototypy czołgów pod pozorem rozwijania produkcji traktorów.
Natomiast w Niemczech organizowano Reichswehrę jako trzon kadrowy przyszłej armii niemieckiej. Udział podoficerów i oficerów w Reichswehrze w całości składu osobowego był nadzwyczaj wysoki, co umożliwiło następnie w ciągu kilku lat wielokrotne zwiększenie liczebności armii niemieckiej.

Flaga ministra Reichswery (1933–1935)
Flaga ministra wojny i naczelnego dowódcy Wehrmachtu (1935)

### Adolf Hitler jako zwierzchnik sił zbrojnych
2 sierpnia 1934 zmarł prezydent Niemiec Paul von Hindenburg. Wtedy Adolf Hitler, urzędujący od 30 stycznia 1933 jako kanclerz, wbrew (faktycznie zawieszonej) konstytucji Republiki Weimarskiej ogłosił połączenie funkcji prezydenta Niemiec z funkcją kanclerza i tym samym przejął funkcję prezydenta, mianując się jednocześnie jako Führer und Reichskanzler (wódz i kanclerz Rzeszy). Wobec tego stał się najwyższym zwierzchnikiem sił zbrojnych Niemiec składających się z Reichswehry i Kriegsmarine.
W lipcu 1939 Adolf Hitler wydał zarządzenie o ustanowieniu święta armii niemieckiej w dniach 2 sierpnia (dla uczczenia 25. rocznicy wybuchu I wojny światowej) oraz 27 sierpnia (jako rocznica bitwy pod Tannenbergiem 1914).

Osobisty sztandar Adolfa Hitlera jako naczelnego wodza Wehrmachtu

## Niemieckie siły zbrojne 1935–1945

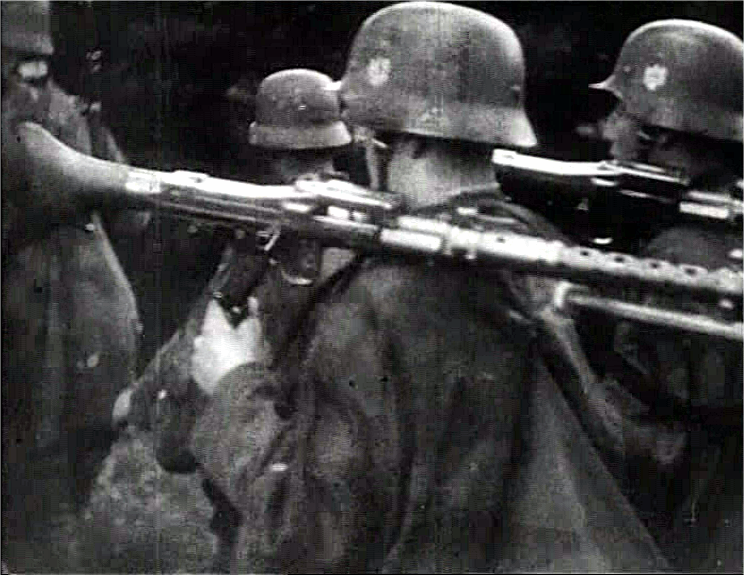
Marsz Wehrmachtu w Polsce (1939)

### Struktura organizacyjna Wehrmachtu
Struktura organizacyjna Wehrmachtu ulegała zmianom w czasie wojny. Dotyczyło to zwłaszcza wojsk lądowych, które stanowiły najliczniejszy element sił zbrojnych III Rzeszy.
Struktura organizacyjna wojsk lądowych (1941):
- Trupp (sekcja) – mała grupa przeznaczona do specyficznych zadań, np. Nachrichtentrupp – oddział łączności dołączony do sztabu batalionu, na stałe (Funktrupp – oddział radiowy) albo ad hoc (Aufklärungstrupp – oddział/patrol rozpoznawczy)
- Gruppe (drużyna) – najmniejsza stała jednostka w formacjach piechoty, z reguły złożona z 8 do 12 ludzi pod dowództwem starszego szeregowca albo podoficera; jej najcięższą bronią był karabin maszynowy albo 2 rkm-y, na których opiera się cała taktyka; czasami używana była jako skrót dla Kampfgruppe
- Zug (pluton) – złożony z 3 drużyn i sztabu, dowodzony przez starszego podoficera albo młodszego oficera; jako główne wsparcie służył lekki moździerz; w artylerii Zug składał się z dwóch dział, zwykle dwa plutony składały się na baterie; w wojskach pancernych składał się z reguły z 5 czołgów
- Kompanie (kompania) – złożona z 3 plutonów oraz sztabu, dowodzona przez Oberleutnanta lub Hauptmanna; w artylerii polowej odpowiednikiem Kompanie była bateria, pod dowództwem Hauptmanna; kompanie były numerowane kolejno cyframi arabskimi w regimencie; w wojskach pancernych kompanie składały się z 4 plutonów i sztabu
- Bataillon (batalion) – w piechocie składał się zazwyczaj z 3 kompanii i kompanii wspierającej (schwere Kompanie) z karabinami maszynowymi i moździerzami oraz sztabu, z niewielkim oddziałem łączności i zaopatrzenia; w artylerii, kawalerii oraz wojskach pancernych używano pojęcia Abteilung; w 1941 roku Panzerabteilung składał się z 3 lekkich i 1 ciężkiej kompanii (odpowiednio wyposażone w Panzer III i IV), oddziału rozpoznawczego z Panzer II oraz sztabu z czołgiem dowódczym; w artylerii standardowy Abteilung składał się z 3 baterii, łącznie z 12 działami, z reguły dowodzony przez Majora, okazjonalnie przez Oberstleutnanta; bataliony były numerowane kolejno rzymskimi liczbami w regimencie; samodzielne bataliony (przydzielone np. do dywizji) były numerowane cyframi arabskimi, odpowiednio do numerów macierzystych jednostek
- Regiment (pułk) – w piechocie składał się z reguły z 3 batalionów, kompanii wsparcia i sztabu, natomiast w artylerii z 4 Abteilung (3 lekkich i 1 ciężkiego); regiment składał się zazwyczaj z 14 kompanii, 12 w 3 batalionach (9 – piechoty, 3 – wsparcia), kompanii dział przeciwpancernych oraz kompanii dział piechoty jako wsparcie całego regimentu; z reguły dowodzony przez Obersta;
- Brigade (brygada) – w 1941 roku składała się z 2 regimentów piechoty zmotoryzowanej w dywizjach pancernych; zwykle dowodzona przez Obersta albo Generalmajora; z biegiem wojny stawały się coraz rzadsze
- Division (dywizja) – składała się z 3 regimentów i regimentu artylerii – dywizje piechoty albo brygady, regimentu czołgów i artylerii; zwykle dowodzona przez Generalmajora, albo Generalleutnanta; w armii niemieckiej była to najmniejsza jednostka mogąca działać samodzielnie, bez dodatkowego wsparcia; w jej skład wchodziły ponadto takie jednostki, jak: batalion przeciwpancerny (Panzerjägerbatallion), rozpoznawczy (Aufklärungsabteilung), saperów (Pionierbatallion) oraz mniejsze jednostki: poczta polowa, żandarmeria wojskowa, jednostki łączności, zaopatrzenia, medyczne, piekarnie polowe, rzeźnie:
  - spis dywizji piechoty
  - spis dywizji pancernych
  - spis dywizji strzelców spadochronowych
  - spis dywizji grenadierów pancernych
  - spis dywizji grenadierów ludowych
  - spis dywizji grenadierów
  - spis dywizji strzelców
  - spis lekkich dywizji piechoty
  - spis dywizji polowych Luftwaffe
  - spis dywizji fortecznych
  - spis dywizji górskich
  - spis dywizji kawalerii
  - spis dywizji bezpieczeństwa
  - niemieccy pionierzy
  - niemieckie wojska rezerwowe i szkoleniowe
- Korps (korpus) – grupa 3 do 4 dywizji z własnym sztabem; sztabowi korpusu podlegało znacznie więcej jednostek łączności niż sztabowi dywizji oraz miał znacznie większe rolę w sprawach zaopatrzeniowych podległych mu jednostek; poza dywizjami mógł kontrolować samodzielne jednostki Heerestruppen; zwykle dowodzony przez Generalleutnanta:
  - lista korpusów armijnych
  - lista korpusów pancernych
  - lista korpusów kawalerii
  - lista korpusów górskich
  - lista korpusów artylerii ludowej
  - lista korpusów zmotoryzowanych
- Arko (Artilleriekommandeur) – samodzielne dowództwo artylerii z licznymi jednostkami wsparcia (łączności, kierowania ogniem) służące do kontrolowania oddziałów artylerii na poziomie ponaddywizyjnym dla lepszej koncentracji ognia; zwykle o stanie dywizji lub brygady; przydzielane najczęściej do korpusu lub armii;
- Armee – grupa 2 albo więcej korpusów, zwykle dowodzona przez General der (wstawić rodzaj broni, np. Kavallerie) albo Generaloberst, sztab armii miał liczne jednostki łączności i zapewniał wsparcie logistyczne:
  - lista armii
- Heeresgruppe – grupa 2 albo więcej armii, zwykle dowodzona przez Generalfeldmarschall, sztab grupy armii miał liczne jednostki łączności i zapewniał wsparcie logistyczne; ich nazwa pochodzi od kolejnych liter alfabetu lub kierunku/obszaru działań:
  - lista grup armii
- Heerestruppe – samodzielne bataliony przeznaczone do zapewniania wyspecjalizowanego wsparcia, np. baterie artylerii nadbrzeżnej, bataliony dział samobieżnych; były wyznaczane czasowo do wsparcia konkretnej jednostki;
- Kampfgruppe – jednostka wojskowa tworzona tymczasowo, w miarę powstających potrzeb, z reguły wokół sztabu regimentu, czasami batalionu; jej nazwa pochodziła z reguły od nazwiska dowódcy; jak tylko zadanie zostało wykonane Kampfgruppe była rozwiązywana, a tworzące ją formacje wracały do swoich macierzystych jednostek;
- Kolonnenraum – samodzielne jednostki zaopatrzeniowe na szczeblu armii;
- Korück (Kommandeur Rückwärtiges Armeegebiet) – dowódca obszarów, obejmujących zaplecze armii był odpowiedzialny za instalacje znajdujące się na tyłach i ich bezpieczeństwo; w jego dyspozycji znajdowały się jednostki zabezpieczenia

Struktura organizacyjna wojsk powietrznych:
Struktura organizacyjna wojsk morskich:

### Liczebność Wehrmachtu
| Rok  | Wojska lądowe | Marynarka wojenna | Lotnictwo | Waffen SS | Razem |
| ---- | ------------- | ----------------- | --------- | --------- | ----- |
| 1939 | 3,74          | 0,122             | 0,677     | 0,023     | 4,562 |
| 1940 | 4,37          | 0,100             | 1,100     | 0,125     | 5,695 |
| 1941 | 5,20          | 0,404             | 1,545     | 0,160     | 7,309 |
| 1942 | 5,75          | 0,570             | 1,900     | 0,190     | 8,410 |
| 1943 | 6,55          | 0,780             | 1,700     | 0,450     | 9,480 |
| 1944 | 6,51          | 0,810             | 1,500     | 0,600     | 9,420 |
| 1945 | 5,30          | 0,700             | 1,100     | 0,830     | 7,930 |

### Tereny działań
- Kierunek wschodni
  - zajęcie Sudetów (zwycięstwo)
  - anschluss Austrii (zwycięstwo)
  - zajęcie Czech i Moraw (zwycięstwo)
  - atak na Polskę (zwycięstwo)
  - pacyfikacja polskiego ruchu oporu (klęska)
  - inwazja na ZSRR (początkowy etap) (zwycięstwo)
  - walki z partyzantką radziecką (klęska)
  - kampania krymska (zwycięstwo)
  - kampania moskiewska (klęska)
  - obrona przed kontrofensywami radzieckimi (klęska)
  - ofensywa na Kaukaz (klęska)
  - obrona Białorusi (klęska)
  - obrona Mołdawii (klęska)
  - obrona krajów bałtyckich (klęska)
  - kocioł kurlandzki (klęska)
  - obrona Jugosławii (klęska)
  - obrona Kosowa (klęska)
  - obrona Węgier (klęska)
  - obrona Prus Wschodnich (klęska)
  - obrona niemieckich ziem wschodnich (klęska)
  - ofensywa nad Balatonem (klęska)
  - obrona Austrii (klęska)
  - obrona Moraw (klęska)
  - obrona Berlina (klęska)
  - obrona Czech (klęska)
- Kierunek zachodni
  - obrona Saary (zwycięstwo)
  - dziwna wojna (nierozstrzygnięta)
  - inwazja na Luksemburg, na Holandię i na Belgię (zwycięstwo)
  - atak na Francję (zwycięstwo)
  - pacyfikacja francuskiego ruchu oporu (klęska)
  - bitwa o Anglię i operacja „Lew Morski” (klęska)
  - obrona przed inwazją aliantów (klęska)
  - tłumienie powstania francuskiego (klęska)
  - zatrzymanie alianckiego desantu powietrznego w Holandii (zwycięstwo)
  - ofensywa w Ardenach (klęska)
  - ofensywa w Alzacji (klęska)
  - obrona Niemiec (klęska)
- Kierunek południowy
  - inwazja na Jugosławię i Grecję (zwycięstwo)
  - walki z jugosłowiańskim ruchem oporu (klęska)
  - desant na Krecie (zwycięstwo)
  - oblężenie Malty (klęska)
  - kampania północnoafrykańska (klęska)
  - obrona Korsyki (klęska)
  - wsparcie Iraku (klęska)
  - atak na Dodekanez (zwycięstwo)
  - kampania sycylijska (klęska)
  - kampania włoska (klęska)
  - walki na południu Francji (klęska)
- Kierunek północny
  - kampania duńska (zwycięstwo)
  - kampania norweska (zwycięstwo)
  - działania w Arktyce (klęska)
  - atak na Finlandię (klęska)
  - obrona Finnmarku (klęska)
  - rozbrajanie sił w Norwegii (klęska)

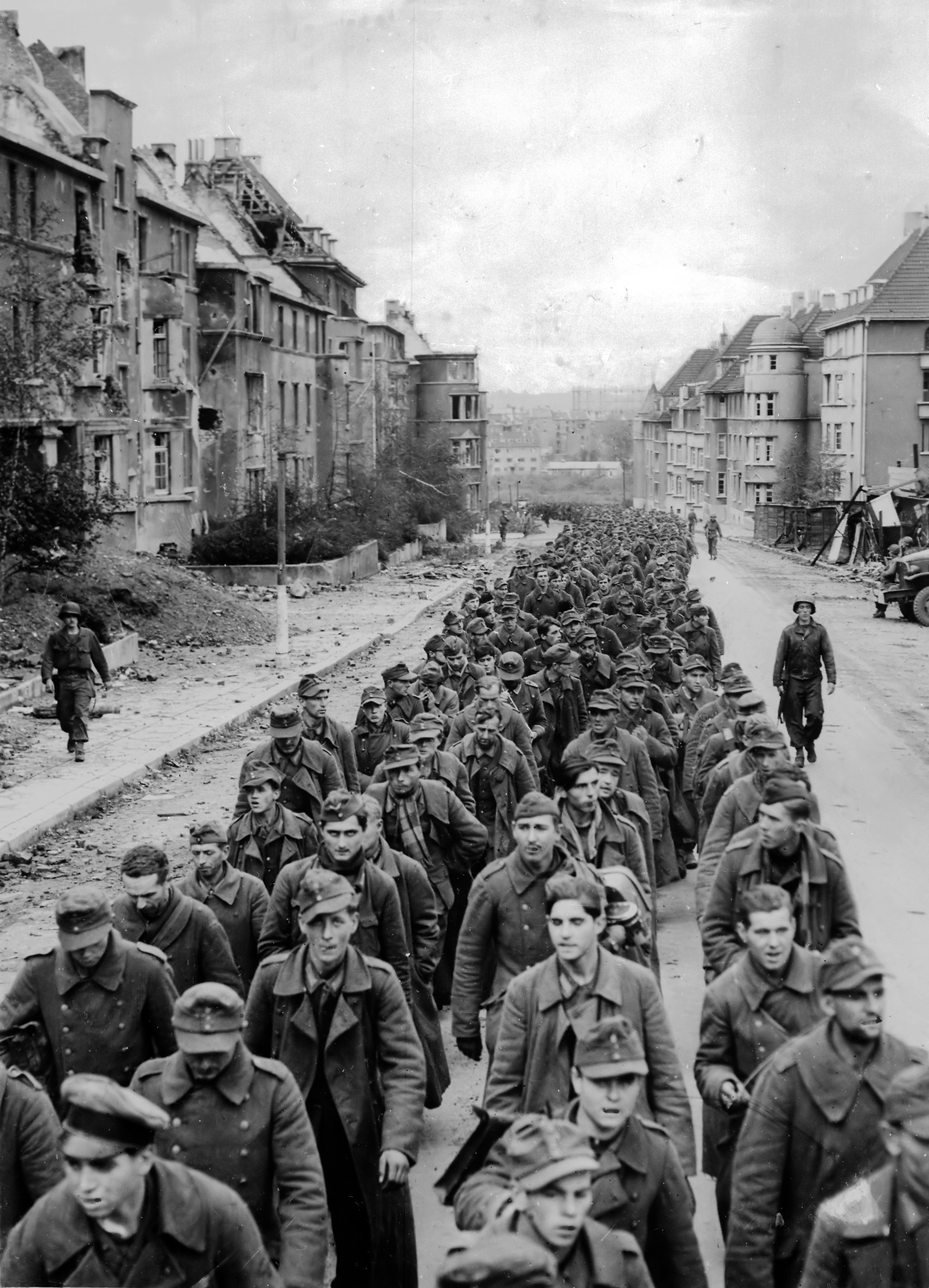
Żołnierze Wehrmachtu wzięci do niewoli w Akwizgranie (1944)

## Oddziały sprzymierzone i kolaborujące z Wehrmachtem
Wymieniono tylko zwarte formacje czynnie współdziałające z Niemcami w czasie wojny, a więc lista nie zawiera wszystkich sprzymierzeńców III Rzeszy:
- Armia Czerwona (we wrześniu 1939 r. w Polsce),
- Włochy (enklawa północna do kwietnia 1945),
- Finlandia (do lutego 1944) (z powodu wspólnego przeciwnika – ZSRR; pomiędzy Finlandią a III Rzeszą dochodziło do różnych zatargów np. gdy Niemcy zażądali wydania Żydów – minister SW przekazał pięciu, którzy nie mieli fińskiego obywatelstwa – wybuchł skandal, a minister podał się do dymisji[potrzebny przypis]),
- Rumunia (do 23 sierpnia 1944, Legion Żelazna Gwardia do maja 1945),
- Węgry (do marca 1945),
- Słowacja (do początku 1945),
- Bułgaria (do września 1944),
- Chorwacja (do końca wojny),
- Hiszpania (tylko ochotnicy, od 1942 Błękitna Dywizja),
- 1 Rosyjska Armia Narodowa pod koniec wojny walczyła z Armią Czerwoną na terenie Austrii, niedobitki internowane w Liechtensteinie,
- Rosyjska Armia Wyzwoleńcza (ROA) – utworzona z jeńców radzieckich jesienią 1944 i złożona z dwóch dywizji, jej dowódcą był generał Andriej Własow,
- Indie (rząd opozycyjny) Legion Hinduski,
- Bliski Wschód – Legion Arabski,
- 1/82 Szwadron Kozacki[7].

## Stopnie
| #  | Stopień | Naramiennik | Polski odpowiednik                                                        | Uwagi |
| -- | --- | ----------- | ------------------------------------------------------------------------- | --- |
| 22 | Soldat, także Schütze, Jäger, Kanonier, Grenadier, Panzerschütze, Panzergrenadier i inne                                                      |             | szeregowy                                                                 | |
| 22 | Unteroffizieranwärter (UA) |             | elew                                                                      | kandydat na podoficera; mógł nosić stopnie od Soldat do Stabsgefreiter. |
| 21 | Obersoldat, także Oberschütze, Oberkanionier itp. jak wyżej                                                                                   |             | szeregowy                                                                 | stopień pośredni między szeregowym a starszym szeregowym; nadawany po roku służby w czasie pokoju lub po pół roku służby w czasie wojny żołnierzom nieawansowanym do stopnia gefrajtra. |
| 20 | Gefreiter |             | starszy szeregowy                                                         | stopień możliwy do uzyskania podczas służby zasadniczej |
| 19 | Obergefreiter | [ 9 ]       | kapral                                                                    | jak wyżej; stopień kaprala (dowódcy drużyny) w armii III Rzeszy nie miał statusu podoficera                                                                                             |
| 18 | Hauptgefreiter/ Stabsgefreiter |             | starszy kapral                                                            | Hauptgefreiter używany tylko w Luftwaffe Stabsgefreiter został zniesiony w 1934 r., ale dotychczasowi posiadacze stopnia zachowali go. Awanse wznowiono w 1942 r.                       |
| 17 | Unteroffizier |             | plutonowy                                                                 | pierwszy stopień podoficerski, nadawany najlepszym żołnierzom służby zasadniczej z chwilą przejścia do rezerwy                                                                          |
| 16 | Unterfeldwebel/ Unterwachtmeister |             | sierżant/ wachmistrz                                                      | dosłownie „młodszy sierżant”; nadawany automatycznie po 3 latach służby w stopniu Unteroffizier podoficerom nieawansowanym do stopnia feldfebla.                                        |
| 16 | Fähnrich albo Fahnenjunker |             | podchorąży                                                                | słuchacz szkoły oficerskiej; jest to tytuł, a nie stopień |
| 15 | Feldwebel/ Wachtmeister |             | starszy sierżant/ starszy wachmistrz                                      | |
| 14 | Oberfeldwebel/ Oberwachtmeister |             | sierżant sztabowy/ wachmistrz sztabowy                                    | |
| 14 | Oberfähnrich |             | starszy podchorąży                                                        | słuchacz szkoły oficerskiej po ukończeniu szkoły, ale przed mianowaniem na stopień oficerski; jest to tytuł, a nie stopień                                                              |
| 13 | Stabsfeldwebel/ Stabswachtmeister |             | starszy sierżant sztabowy                                                 | stopień zastrzeżony dla podoficerów zawodowych; nadawany po min. 12 latach służby. |
| 12 | Leutnant |             | podporucznik                                                              | najniższy stopień oficerski; dosłownie porucznik |
| 11 | Oberleutnant |             | porucznik                                                                 | dosłownie nadporucznik |
| 10 | Hauptmann/ Rittmeister |             | kapitan/ rotmistrz                                                        | |
| 9  | Major |             | major                                                                     | |
| 8  | Oberstleutnant |             | podpułkownik                                                              | |
| 7  | Oberst |             | pułkownik                                                                 | |
| 6  | Generalmajor |             | generał major/ generał brygady                                            | |
| 5  | Generalleutnant |             | generał porucznik/ generał dywizji                                        | |
| 4  | General, z podaniem nazwy rodzaju wojsk np. General der Infanterie, General der Panzertruppen, General der Artillerie, General der Kavallerie |             | generał (piechoty, wojsk pancernych, artylerii, kawalerii)/ generał broni | generał danej broni |
| 3  | Generaloberst |             | generał pułkownik/ generał armii                                          | przewidziano też stopień „Generaloberst mit der Rang eines Generalfeldmarschall” (zniesiony w 1940 r.), ale nikomu go nie nadano                                                        |
| 2  | Generalfeldmarschall |             | marszałek                                                                 | dosłownie „marszałek polny”; za polski odpowiednik należy uznać stopień marszałka Polski                                                                                                |
| 1  | Reichsmarschall |             | brak                                                                      | Marszałek Rzeszy – stopień otrzymał jedynie Hermann Göring; za odpowiednik w innych państwach można uznać tytuł generalissimusa; brak polskiego odpowiednika                            |

## Insygnia

### Mundury
Historia mundurów Wehrmachtu sięga czasów Reichswehry i 1915 roku. Pierwszych poważnych zmian umundurowania dokonywali naziści na przełomie 1934/1935 roku, wprowadzili wtedy nazistowskie insygnia, zmienili krój kurtek oraz wprowadzili tzw. Stahlhelm typ M35, który z czasem stał się charakterystyczny dla niemieckiego militaryzmu. Od 1934 r. na czapkach i na prawej piersi munduru miały być noszone nazistowskie Parteiadlery – orły ze swastyką wzorowane na orłach legionów rzymskich.

### Flagi

Flaga naczelnego dowódcy Wehrmachtu w latach 1935–1938 (Adolf Hitler używał osobistego sztandaru)
Flaga komendanta OKW (1938–1941)
Flaga komendanta OKW (1941–1945)
Flaga dowódcy (członka Wehrmachtu) policji i administracji na terenach okupowanych
Flaga dowódcy oddziałów Wehrmachtu na terenach okupowanych nieobjętych administracją wojskową
Flaga naczelnego dowódcy wojsk lądowych (1933–1935)
Flaga naczelnego dowódcy wojsk lądowych (1935–1941)
Flaga szefa Sztabu Generalnego wojsk lądowych (1944–1945)
Flaga dowódcy grupy armii (1941–1945)
Flaga szefa sztabu grupy armii (1933–1945)
Flaga dowódcy armii pancernej
Flaga dowódcy korpusu armijnego
Flaga dowódcy dywizji

### Proporce

Proporzec samochodowy feldmarszałka
Proporzec samochodowy generałów wojsk lądowych
Proporzec samochodowy oficerów wojsk lądowych

## Uzbrojenie Wehrmachtu
Niemieckie siły zbrojne były częściowo wyposażone w nowoczesny sprzęt, jednak ograniczone zasoby powodowały, że to nowoczesne wyposażenie nie było dostępne dla wszystkich jednostek. Tylko 40% sił Wehrmachtu było zmotoryzowane lub zmechanizowane, reszta korzystała z transportu konnego taborów, a przemieszczanie wojska odbywało się transportem kolejowym. Można było zaobserwować, że jednostki frontowe były wyposażone w uzbrojenie bardziej nowoczesne niż oddziały na terenach okupowanych, gdzie do zwalczania partyzantów stosowano uzbrojenie zdobyczne, pochodzące z różnych krajów.
Sukcesy w pierwszych latach wojny wynikały między innymi z przewagi dzięki nowoczesnemu uzbrojeniu uderzeniowemu wojsk pancernych i lotnictwa, a przede wszystkim nowych koncepcji taktycznych, wypróbowanych w wojnie domowej w Hiszpanii pod kryptonimem Legion Condor.
Uzbrojenie poszczególnych części sił zbrojnych było uzależnione, a częściowo wymuszone od ich wzajemnego współdziałania, przede wszystkim lotnictwa z armią lądową i marynarką wojenną.

### Armia lądowa –Heer
Wojska pancerne dysponowały typami czołgów, które jednak pod względem technicznym nie przewyższały sprzętu alianckiego. W czasie kampanii w Polsce 1939 i we Francji 1940 walczyły przeważnie lekkie czołgi PzKpfw I, PzKpfw II oraz czeskie, oznaczone przez Niemców jako PzKpfw 35(t), które były znacznie słabsze od średnich czołgów brytyjskich Matilda i francuskich B1. Również na froncie wschodnim 1941 okazało się, że nowsze typy czołgów PzKpfw III i PzKpfw IV nie są w stanie sprostać radzieckim T-34 i ciężkiemu czołgowi KW-1, zwłaszcza w walce z tymi ostatnimi niemieckie czołgi były bez szans. Odnosi się to do początkowego okresu wojny. W 1942 roku, po zmodyfikowaniu PzKpfw IV do wersji F2 i strategicznemu wykorzystywaniu tego sprzętu Niemcy byli w stanie odnosić sukcesy zarówno na froncie wschodnim, jak i froncie afrykańskim.
Sukcesy Wehrmachtu, w początkowej fazie wojny na froncie wschodnim, wynikały z lepszej organizacji i znacznej przewagi lotnictwa. Zgrupowania czołgów strony przeciwnej były niszczone przez bombowce nurkujące. Radzieckie czołgi w tym okresie wojny zazwyczaj nie były wyposażone w radiostacje. Załogi radzieckie były też niedostatecznie wyszkolone, ponieważ wielu doświadczonych dowódców, na polecenie Stalina, w drugiej połowie lat trzydziestych ubiegłego stulecia, zostało uwięzionych w łagrach lub rozstrzelanych.
Jako standardowe uzbrojenie piechoty w 1939 r., obok nielicznych pistoletów maszynowych, stosowano pięciostrzałowy karabin Karabiner 98 k oraz karabin maszynowy MG 34, a od 1942 roku typu MG 42.

### Lotnictwo –Luftwaffe

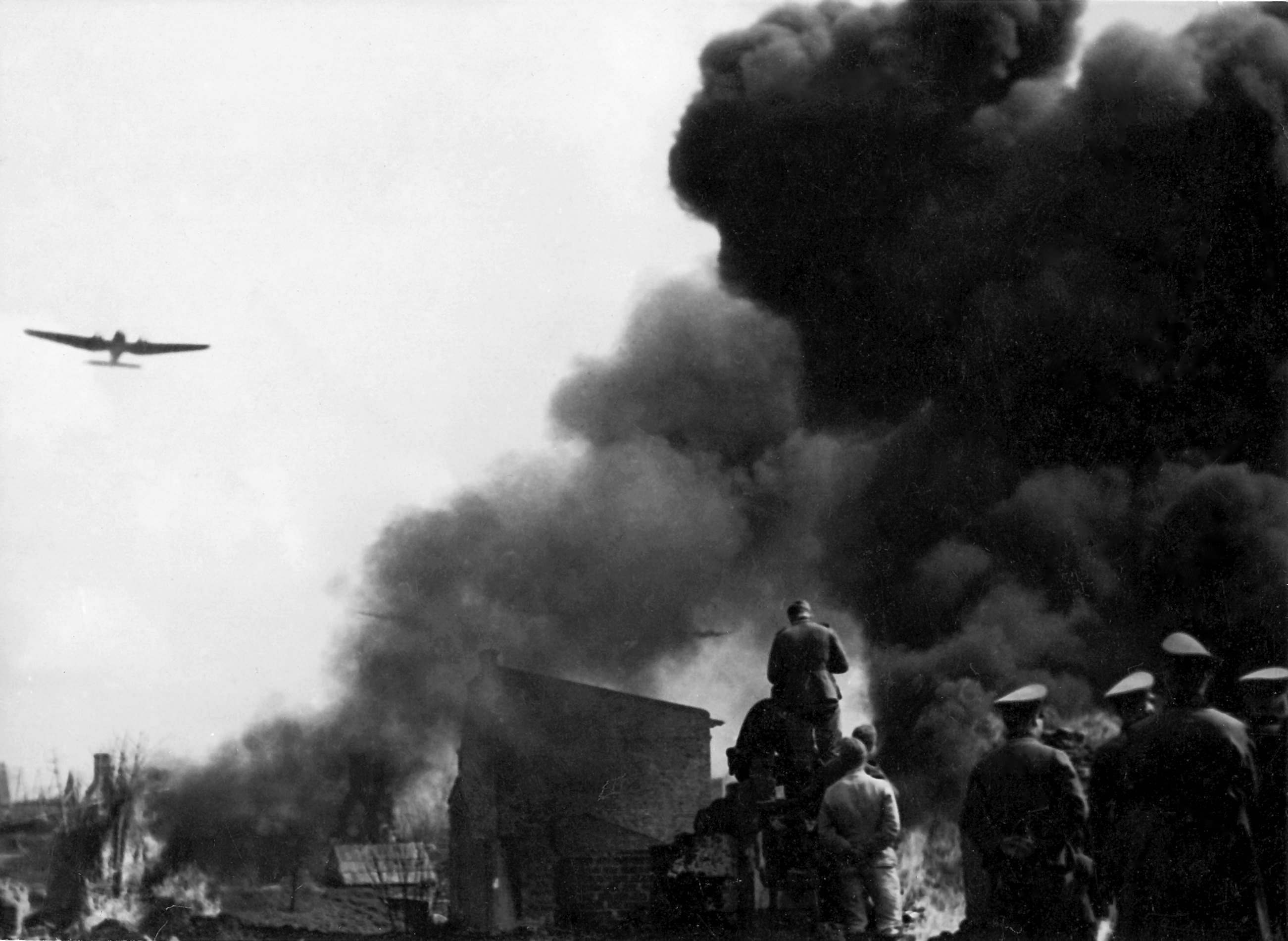
Nalot na Warszawę (1939)

Nowoczesne i szybkie samoloty myśliwskie Messerschmitt Bf 109 oraz bombowce Heinkel He 111 i bombowce nurkujące Junkers Ju 87 wraz z innymi typami samolotów zapewniały na początku wojny pełną dominację w powietrzu, co umożliwiło pomyślne akcje bojowe w Polsce, we Francji i w Norwegii, oraz zajęcie Danii, Luksemburga, Belgii i Holandii. Bitwa o Anglię w 1940 r. zakończyła się klęską Luftwaffe.
Przewaga Aliantów w rozmiarze produkcji lotniczej doprowadziła w kolejnych latach do rozbicia sił Luftwaffe. W roku 1944 niemieckie siły lotnicze stały się całkowicie bezradne i utraciły panowanie w powietrzu.
W skład lotnictwa niemieckiego wchodziła elitarna formacja spadochroniarzy, która brała udział w desancie na Krecie. Wobec znacznych strat zaniechano tego rodzaju operacji, a spadochroniarzy kierowano do walki jako elitarne oddziały piechoty, między innymi do obrony Monte Cassino, gdzie walczyli z Polakami.
Wobec wzmagających się nocnych bombardowań obszarów Rzeszy zostały rozwinięte formacje myśliwców nocnych wyposażonych w samoloty dwusilnikowe Messerschmitt Bf 110 z radarem i inne. Zespoły myśliwców nocnych były kierowane do akcji na podstawie rozpoznania nadlatujących bombowców przez łańcuch stacji radarowych rozmieszczonych od Norwegii do szwajcarskiej granicy.
Osiągnięciem ostatnich lat wojny stało się wyposażenie Luftwaffe w jedne z pierwszych odrzutowców, oraz broń rakietową.

### Marynarka wojenna –Kriegsmarine
Plan Z przewidywał rozbudowę floty do roku 1947, zgodnie z układem z 18 czerwca 1935 zawartym z Wielką Brytanią do wielkości 35% tonażu floty brytyjskiej, a odnośnie do okrętów podwodnych – do 45%. Jak się okazało plan Z był kompletnie nierealny co do czasu i możliwości zbrojeniowych III Rzeszy.
Na początku wojny w 1939 w skład floty wchodziły większe jednostki, między innymi:
- zwodowane w 1939 pancerniki „Bismarck” (zatopiony 1941) i „Tirpitz” (zatopiony 1944),
- pancerniki „Gneisenau” (zatopiony 1945 u wejścia do portu w Gdyni) i „Scharnhorst” (zatopiony 1943),
- trzy pancerniki kieszonkowe: „Lützow”, „Admiral Graf Spee” (zatopiony 1939), „Admiral Scheer”,
- trzy ciężkie krążowniki typu Admiral Hipper.

Ze względu na wyraźną przewagę przeciwnika w ciężkich okrętach bojowych większość potencjału skierowano na budowę okrętów podwodnych U-Boot – do roku 1945 wykonano 1153 jednostek różnych typów.

## Zbrodnie Wehrmachtu w okupowanej Polsce

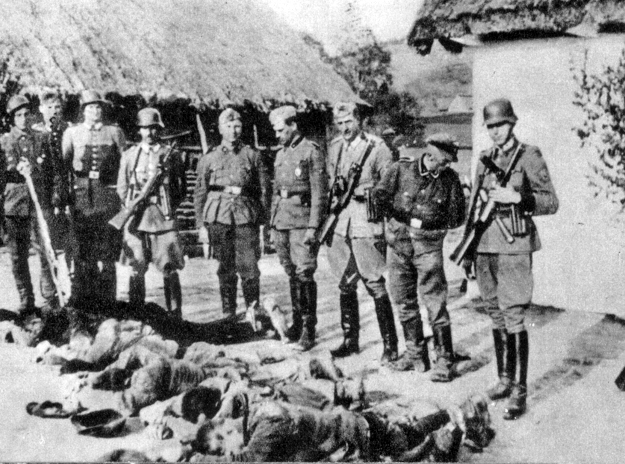
Zamordowani polscy rolnicy, 1943

Pierwsze zbrodnie oddziałów Wehrmachtu zostały dokonane już w początkach września 1939 roku. W dniu 4 września żołnierze niemieckiego 42. pułku piechoty zamordowali w Częstochowie co najmniej 227 osób (więcej: Krwawy poniedziałek w Częstochowie). W koszarach w Zambrowie w dniu 11 września żołnierze Wehrmachtu zabili z karabinów maszynowych około 100 wziętych do niewoli polskich żołnierzy z 18. Dywizji Piechoty (więcej: zbrodnia w Zambrowie). Pod Ciepielowem w dniu 8 września niemieccy żołnierze 11. kompanii 15. Pułku Piechoty Zmotoryzowanej zamordowali około 300 polskich żołnierzy z batalionów 7. Dywizji Piechoty. Dokonywano także licznych zbrodni w Bydgoszczy, a także m.in. miejscowościach Końskie, Krasnosielec, Kajetanowice, Urycz, Śladów, Szczucin, Wyszanów i wielu innych. Wehrmacht ponownie uczestniczył w terrorze na terytorium okupowanej Polski od wiosny 1942. W okresie 1939–1942 w niewielkim stopniu był zaangażowany w akcje przeciwko ludności polskiej, jednak już w maju 1942 wziął udział w dużej akcji pacyfikacyjno-partyzanckiej na Lubelszczyźnie. Rozkazy Wilhelma Keitla z 23 lipca 1942 i Adolfa Hitlera z 18 sierpnia 1942 nakładały na niemieckie dowództwo wojsk lądowych obowiązek wydzielenia odpowiednich sił i uczestniczenia w likwidowaniu różnych form oporu na ziemiach polskich. W Generalnym Gubernatorstwie Wehrmacht od 1942 brał udział w kolejnych zbrodniach:
- Akcje pacyfikacyjno-przeciwpartyzanckie połączone z rozstrzeliwaniem ludności cywilnej i paleniem osiedli.
- Rozstrzeliwanie ukrywającej się przed zagładą ludności żydowskiej, tłumieniu powstania warszawskiego oraz likwidacją buntu w obozie koncentracyjnym Sobibor w październiku 1943.
- Zbrodnie popełnione na ludności polskiej podczas powstania warszawskiego – żołnierze Wehrmachtu uczestniczyli w masowych egzekucjach ludności cywilnej na warszawskim Marymoncie w dniu 14 września 1944.[15][16] Podobne egzekucje Wehrmacht przeprowadzał także w sierpniu 1944 na warszawskim cmentarzu Powązki[15], gdzie likwidowano tylko mężczyzn.
- Aktywne uczestnictwo w łapankach ludności polskiej, która kierowana była następnie w celu eksterminacji do obozów koncentracyjnych. Według odtajnionych w 1996 raportów wywiadu brytyjskiego, opublikowanych w 2007 przez niemieckiego historyka prof. Sönke Neitzela w książce „Podsłuchane” (niem. „Abgehört”), generałowie Wehrmachtu wiedzieli o Holocauście[17].
- Rozkazy niemieckiego dowództwa wojsk lądowych przeznaczonych dla Wehrmachtu dotyczące pacyfikacji wsi, miejscowości czy regionów i niszczenia grup partyzanckich z reguły dotyczyły także likwidowania kobiet, dzieci oraz starców[14]. Działania takie miały miejsce w przypadku akcji Werwolf podczas pacyfikacji Zamojszczyzny (1942–1943), w której wzięły udział siły Wehrmachtu w liczbie 10 tys. żołnierzy – w jej toku zniszczono dziesiątki wsi, zamordowano ok. 1000 ludzi, 60 tys. wywieziono oraz porwano setki dzieci. Kulminacja działań pacyfikacyjno-przeciwpartyzanckich Wehrmachtu nastąpiła w listopadzie 1943, przeprowadzono wtedy ponad 100 akcji tego typu, zakończonej śmiercią wielu Polaków.

Zbrodnie Wehrmachtu w Polsce nie były znane w Niemczech, wystawa z 2001 „Verbrechen der Wehrmacht. Dimensionen des Vernichtungskrieges 1941–1944” ograniczała się do zbrodni popełnionych na terenach ZSRR. Dopiero w 2005 otwarto w Niemczech wystawę o zbrodniach w Polsce pod tytułem „Größte Härte … Verbrechen der Wehrmacht in Polen September/Oktober 1939”.

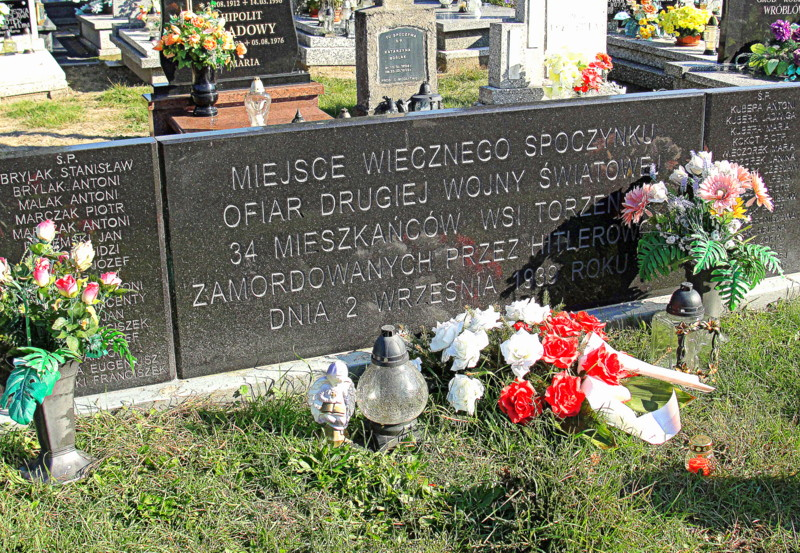
Mogiła ofiar pacyfikacji na cmentarzu w Wyszanowie

## Epilog
Wehrmacht został rozwiązany po bezwarunkowej kapitulacji Niemiec 8 maja 1945, co nastąpiło formalnie na mocy ustaleń konferencji poczdamskiej (17 lipca 1945 – 2 sierpnia 1945) – gdzie podjęto decyzję o całkowitej demilitaryzacji Niemiec. W okresie klęski III Rzeszy samobójstwo popełniło 64 generałów wojsk lądowych, 16 generałów Luftwaffe oraz 11 admirałów – przyczyną oprócz świadomości klęski była chęć uniknięcia odpowiedzialności za popełnione zbrodnie wojenne.
Jeszcze do stycznia 1946 r. stacjonowały na terenie Szlezwiku-Holsztynu 3 rozbrojone armie niemieckie (dowódcy – gen. Hans Lindemann, gen. Gunter Blumentritt, gen. Johannes Blaskowitz), utrzymywane przez Brytyjczyków na wypadek wojny z ZSRR.
Zbrodnie Wehrmachtu rozpatrywał po II wojnie światowej Międzynarodowy Trybunał Wojskowy w Norymberdze. Trybunał skazał na karę śmierci najwyższych dowódców Wehrmachtu – Göringa, Keitla i Jodla (szefa sztabu dowodzenia OKW). Dowódców Kriegsmarine, Dönitza i Raedera skazano na kary więzienia. Na podstawie późniejszych wyroków sądowych poszczególnych państw koalicji antyhitlerowskiej, skazano na karę śmierci 2 feldmarszałków, 32 generałów wojsk lądowych i 16 generałów Luftwaffe – wyroki zostały wykonane.
Mimo uznanego przez sądy i społeczność międzynarodową zbrodniczego charakteru wielu działań Wehrmachtu, w powojennej historiografii niemieckiej, książkach autobiograficznych i publicystyce byłych niemieckich oficerów i żołnierzy dochodziło do prób rehabilitacji Wehrmachtu – m.in. budowania wokół tej formacji legendy rycerskości i uczciwości, z jednoczesnym przemilczeniem i ignorowaniem faktów o jej zbrodniczej działalności w czasie II wojny światowej.

## Dowódcy Wehrmachtu
| #   | Stopień                | Imię i nazwisko         | Okres urzędowania                                  | Uwagi                                                |
| --- | ---------------------- | ----------------------- | -------------------------------------------------- | ---------------------------------------------------- |
| I   | General der Infanterie | Werner von Blomberg     | 21 maja 1935 – 4 lutego 1938                       | Wehrmacht powstał z Reichswehry w 1935               |
| II  | Generaloberst          | Walther von Brauchitsch | 4 lutego 1938 – 19 grudnia 1941                    |                                                      |
| III | Gefreiter              | Adolf Hitler            | 19 grudnia 1941 – 30 kwietnia 1945                 |                                                      |
| IV  | Grossadmiral           | Karl Dönitz             | 30 kwietnia 1945 – 5 czerwca 1945 lub styczeń 1946 | Rozwiązanie Wehrmachtu miało miejsce w styczniu 1946 |